# Dark Reign 2
Dark Reign 2  est un jeu de stratégie en temps réel sorti sur PC en 2000. Il a été développé par Pandemic Studios et édité par Activision. Il s'agit d'une préquelle à Dark Reign: The Future of War,.

## Trame
Dark Reign 2 est une préquelle de Dark Reign: The Future of War qui retrace le conflit  ayant conduit aux évènements racontés dans le premier volet. Le jeu débute à une époque où l’humanité occupe encore une Terre contaminé par le désastre écologique provoqué par un conflit mondiale. Une partie de la population vit sous des dômes de protection qui sont protégés par un gouvernement militaire, la Jovian Detention Autority. La majeure partie de l’humanité continue cependant de vivre à l’extérieur de ces dômes dans des communautés disséminés autour du globe qui sont désignées sous le nom de Sprawlers. Le scénario du jeu débute avec la tentative de ces derniers, qui constituent les précurseurs des Gardiens de la Liberté du jeu original, de prendre le contrôle de ces dômes. Le conflit entre les deux factions se déplace ensuite dans l’espace sur une variété de planètes extraterrestres ou de station spatiales.

## Système de jeu
Dark Reign 2 est un jeu de stratégie en temps réel dans la lignée de Dark Reign: The Future of War. Comme dans son prédécesseur, le joueur doit collecter des ressources et produire de l'énergie pour construire et faire fonctionner des infrastructures qui lui permettent de produire des unités pour combattre ses ennemis. Deux factions sont disponibles dans le jeu - la Jovian Detention Autority et les Sprawlers – chacune avec des caractéristiques et des unités spécifiques. La Jovian Detention Autority bénéficie ainsi d'une technologie plus avancée avec notamment la frappe nucléaire tactique, capable de détruire toutes les unités et les infrastructures dans son rayon d'action. De leur côté, les Sprawlers disposent de capacités spéciales, les Mojos, qui nécessitent d'être recherché dans des bâtiments spécifiques. Ces derniers permettent par exemple de transformer les unités alliés pour augmenter leur efficacité au combat, d'invoquer un golem ou de déployer une escouade de robots kamikaze.
En solo, le jeu propose une campagne pour chaque faction. Chacune est composée de dix missions qui s'enchaine de manière linéaire. Différents types de scénarios sont proposées, incluant des missions classique dans lesquels le joueur peut développer sa base et produire des troupes et des missions plus tactiques, dans lesquels ils ne disposent que d'un nombre limité d'unités sans possibilité de les remplacer. Certaines missions imposent une limite de temps avec par exemple un scénario dans lequel le joueur doit détruire des installations anti-aériennes à temps pour permettre à des vaisseaux alliés de se poser dans sa base en toute sécurité, et un autre dans lequel le joueur n'a que trente minutes pour assassiner un chef ennemi avant qu'il ne s'enfuit. Les missions se déroulent dans des environnements en trois dimensions incluant des montagnes enneigées et des jungles luxuriantes. Ces environnements sont soumis à des conditions météorologiques variables, comme la pluie ou la neige, ainsi qu'a un cycle jour / nuit qui impact le gameplay sur différents aspects. La nuit, la visibilité des unités est ainsi réduite et les panneaux solaires de la JDA ne peuvent plus fonctionner. Inversement, les opérations d'infiltration ont plus de chance de réussir. Outre les campagnes, le jeu propose un mode escarmouche, dans lequel le joueur affronte l'intelligence artificielle, et un mode multijoueur en réseau local ou sur Internet. Outre les batailles standards, dans lesquels l'objectif est de détruire l'adversaire, celui-ci propose deux autres modes de jeu dédiés au multijoueur. Dans le premier, un joueur doit occuper une zone de la carte pendant un certain temps pendant que les autres tente de l'en déloger pour en prendre le contrôle. Dans l'autre, l'intelligence artificielle du jeu contrôle une énorme base que les joueurs tentent d'infiltrer pour y déposer un dispositif avant de s'en échapper.

## Développement
Dark Reign 2 est développé par le studio Pandemic Studios fondé par Andrew Goldman et Josh Resnick après plusieurs années passées dans le studio de développement d’Activision à Los Angeles au sein duquel ils ont notamment travaillé sur les jeux Dark Reign: The Future of War (1997) et Battlezone (1998). Ils continuent néanmoins de travailler en étroite collaboration avec Activision pour qui ils développent leurs premiers jeux, dont notamment Battlezone II (1999) et Dark Reign 2. Alors que son prédécesseur est développé en coopération par Auran et Activision, Dark Reign 2 est entièrement développé par Pandemic Studios. Les développeurs évitent ainsi les problèmes de communications liés à l’éloignement entre les deux studios, ce qui facilite grandement leur travail. De nombreux membres de l’équipe ont néanmoins travaillés sur son prédécesseur, que ce soit au sein d’Activision ou de Auran. 
Pour Dark Reign 2, les concepteurs décident de conserver le gameplay « traditionnel » des jeux de stratégies en temps réel, c’est-à-dire basé sur la collecte de ressources, le développement d’une base et la production de troupes pour détruire l’adversaire, à l’opposé de jeux comme Battlezone qui combine stratégie et action en vue à la première personne. Plutôt que de tenter de créer un nouveau type de jeu de stratégie en temps réel, ils se fixent ainsi comme objectif de perfectionner le genre. Pour cela, ils s’appuient notamment sur un moteur 3D entièrement nouveau avec l’idée d’exploiter la 3D, que ce soit pour les terrains ou les unités, d’une manière inédite et de créer un environnement vivant et riche grâce à une gestion réaliste de la physique. Par rapport à Dark Reign, ils décident également de consacrer plus de temps à la conception du mode solo, afin de satisfaire les joueurs qui ne jouent pas en multijoueur. Ils tentent également une nouvelles approches pour le multijoueur, avec par exemple l’ajout de la possibilité de jouer en coopération et de nouveaux modes de jeux à plusieurs.

## Fuite du code source
En 2011, L'intégralité du code source du jeu a été publié sur internet et hébergé sur Google Code, sous licence LGPL, et ce, sans l'accord des ayants droit. Un utilisateur du site Hacker News a eu confirmation par le propriétaire du dépôt qu'il s'agit d'une fuite et non d'une publication officielle du code source. La fuite inclut aussi des entêtes et du code venant de tiers avec des licences qui interdisent de manière explicite la divulgation du code au public et leur redistribution.

## Accueil
| Dark Reign 2          |      |       |
| Média                 | Pays | Notes |
| Computer Gaming World | US   | 4/5   |
| GameSpot              | US   | 81 %  |
| Gamekult              | FR   | 6/10  |
| Gen4                  | FR   | 4/6   |
| Jeuxvideo.com         | FR   | 16/20 |
| Joystick              | FR   | 79 %  |
| PC PowerPlay          | AUS  | 89 %  |
| PC Zone               | US   | 62 %  |